# Alo(n)e
「alo[n]e」（アローン）は、vistlipの2枚目のシングル。2008年10月8日発売。発売元はマーベラスエンターテイメント。

## 解説
- 3か月連続シングルリリース企画の第2弾。
- 通常版「lipper」と、「alo[n]e」のPVが収録された「visiter」の2タイプ発売。
- 前シングル「Sara」に引き続きテレビ番組『超最先端エンタメ情報番組 TOKYOブレイクする〜!』のエンディングテーマに使用された。

## 収録曲
1. alo[n]e (4:54)
  - 作詞: 智、作曲: Tohya、編曲: vistlip
  - テレビ番組『超最先端エンタメ情報番組 TOKYOブレイクする〜!』9月度エンディングテーマ。
2. LIFE (4:15)
  - 作詞: 智、作曲: Yuh、編曲: vistlip
3. SLY (3:14) （通常版のみ）
  - 作詞: 智、作曲: Yuh、編曲: vistlip